# Multi channel management
Multi channel management is de benaming voor het optimaal inzetten van de diverse communicatiekanalen waar een onderneming over beschikt. De meest gebruikte kanalen zijn; telefonie, e-mail, correspondentie en internet. Daarnaast wordt chat, blog en massa media (radio en televisie) steeds vaker ingezet om diverse klantgroepen te bereiken. De afgelopen jaren worden grote ondernemingen zich steeds meer bewust van de toegevoegde waarde van een goede multi channel strategie waarbij kostenbesparing en klantretentie vaak de uitgangspunten zijn. 
De term refereert echter ook aan (verkoop)organisaties die door middel van verschillende verkoopkanalen hun producten op de markt proberen te zetten. Voorbeelden hiervan zijn een out-of-home strategie in combinatie met een verkoopstrategie die gericht is op de supermarkt.  